# Emil Schultz-Riga
Emil Schultz-Riga (* 1872 in Dünaburg, Russisches Kaiserreich; † 2. November 1931 in Düsseldorf) war ein deutsch-baltisch-russischer Landschaftsmaler der Düsseldorfer Schule. Er beschäftigte sich auch mit Porträts und Blumenstillleben.

## Leben

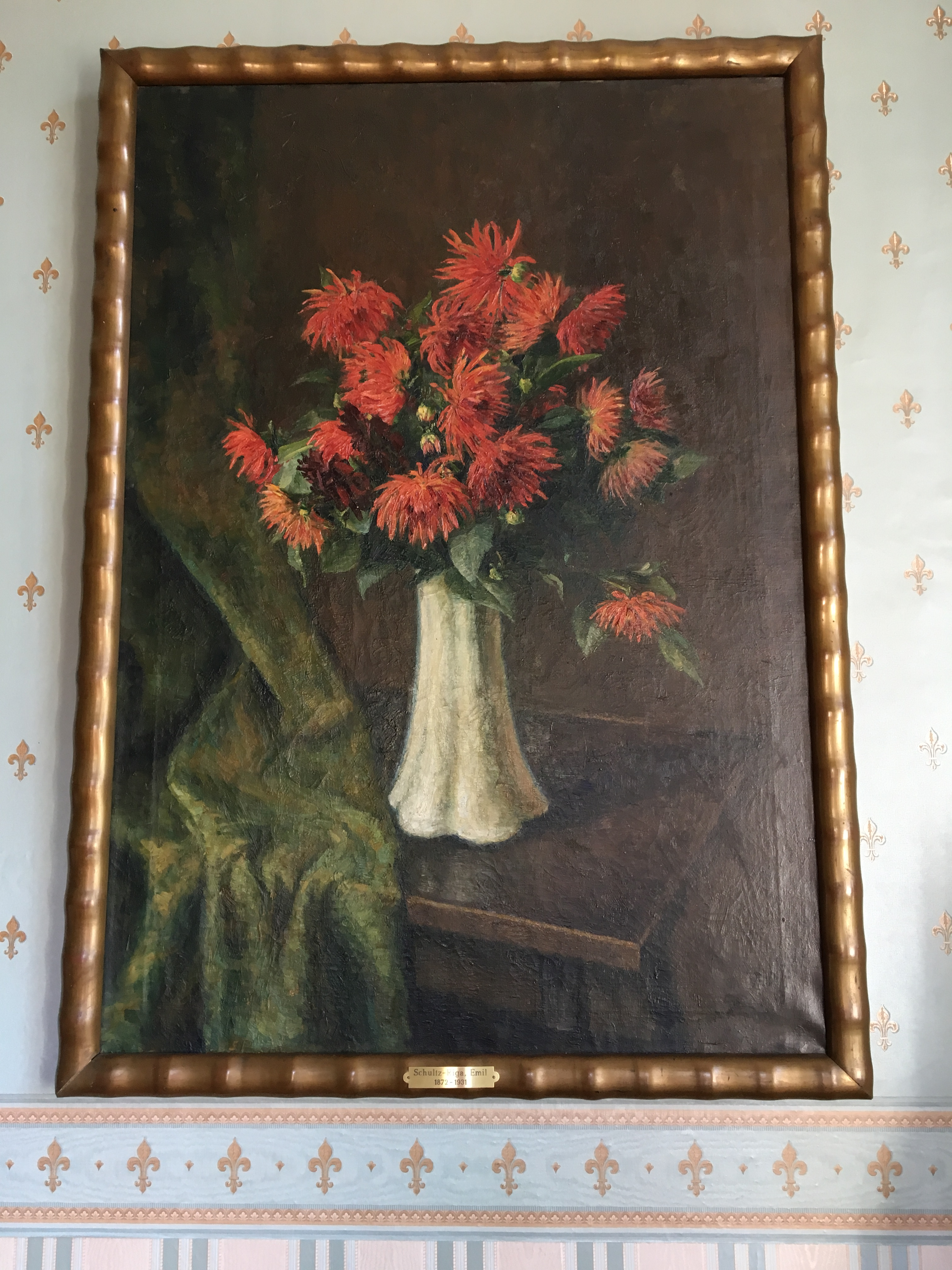
Blumenstillleben Dahlien, Collection Villa Haas

Schultz-Riga studierte in den Jahren 1892 bis 1895 an der Kunstakademie Düsseldorf. Dort waren Heinrich Lauenstein, Hugo Crola, Peter Janssen, Arthur Kampf und Adolf Schill seine Lehrer. Schultz-Riga war Mitglied des Künstlervereins Malkasten. Zusammen mit Hans Deiker, Theodor Groll, Carl Ernst Bernhard Jutz und anderen gründete Schultz-Riga 1904 in Düsseldorf die Novembergruppe. 1909 war er auf der Großen Berliner Kunstausstellung vertreten.